# Зара, Тревор
Тре́вор За́ра (род. 16 декабря 1947 года, Зейтун, Мальта) — мальтийский писатель, поэт, художник-иллюстратор, драматург, переводчик, общественный деятель. Член Академии мальтийского языка.

## Биография
Тревор Зара родился 16 декабря 1947 года в городе Зейтун на Мальте. Он стал третьим ребёнком из четырех братьев и сестёр в традиционной мальтийской семье.
Учился в лицее и Высшей технической школе города Паолы. С раннего возраста Тревора влекло занятие разными видами искусства. Его первые стихи публиковались в детских журналах и газетах. В подростковом и юношеском возрасте активно выступал на сцене, играл разные роли, писал сценарии, был участником музыкальной группы, исполнявшей поп-музыку, редактировал и иллюстрировал выпускавшийся ею небольшой журнал.
В 1966 году поступил в педагогический колледж, после окончания которого начал преподавать мальтийский язык и изобразительное искусство в средней школе. Профессии учителя он посвятил последующие 33 года жизни до выхода на пенсию. Некоторое время Тревор Зара совмещал преподавание с работой на местном телевидении в качестве сценариста, создавал программы для детей.
Был женат на Стелле (урожденной Аджус) с 1971 года до её кончины в 1989 году. В браке родилось двое детей — Рубен и Мария.

### Творческая и общественная деятельность
В 1971 году Тревор опубликовал свою первую книгу приключений для детей «Золотая фигура» («Il-Pulena tad-Deheb»), ставшую на Мальте бестселлером, что послужило писателю стимулом для дальнейшего творчества в области детской книги.
Что касается литературы для взрослых, то в 1972 году был издан первый сборник его стихов «Эдем» («Eden»). В 1973 году — первый роман — «Директор школы» («Is-Surmast»), который двадцать лет спустя Зара адаптировал для сцены. Спектакль по роману шёл в Театре Маноэль (Teatru Manoel) в течение нескольких сезонов.
С тех пор им написано и издано более 130 произведений, включая рассказы, стихи, повести и романы, которые иллюстрированы им самим. Произведения жанров фэнтези, приключения, исторический роман и др. Все свои произведения Тревор Зара пишет на мальтийском языке.
В числе написанных им книг есть и первые учебные пособия по мальтийскому языку, изданные на Мальте:
- Серия из пяти книг «Пишу на мальтийском языке» («Nikteb bil-Malti»). Она построена таким образом, что каждая книга основывается на предыдущей.
- Книга мальтийских пословиц и поговорок «Мудрость стариков» («Kliem ix-Xiħ») предназначена для знакомства детей с народной мудростью в увлекательной форме. Включает более 230 изречений, кроссворды, игры и раскраски.
- «Мальтийский» («Il-Malti») — серия учебников из шести томов для изучения мальтийского языка с дошкольного возраста и до пятого года обучения в школе. В каждой книге этой серии есть различные игры, чтобы сделать урок мальтийского живым и запоминающимся.
- «Сборник слов и картинок» («Stampakelma») предлагает самым маленьким читателям набор изображений и слов, сгруппированных по темам: наше тело, семья, одежда, предметы в разных комнатах дома; рисунки и названия птиц, животных, рыб, цветов, овощей, специй, деревьев, фруктов; аллегорические изображения мальтийских традиций и многое другое.

Тревор Зара выполнил переводы целого ряда книг для детей и юношества на мальтийский язык. Среди них: «Приключения Пиноккио» Карло Коллоди, «Красная Шапочка» и «Спящая красавица» Шарля Перро, «Остров сокровищ» Роберта Льюиса Стивенсона, «Три мушкетера» Александра Дюма, «Алиса в стране чудес» Льюиса Кэрролла и другие.
Драматургические произведения Тревора Зары включают около 20 пьес и мюзиклов для детей и взрослой аудитории.
Творческую деятельность Тревор Зара совмещает с общественными делами. В 2004—2005 годах и в 2013—2017 годах он входил в Совет Академии мальтийского языка, отвечал за связи с общественностью.

### Оценка творческой деятельности
Разнообразие направлений творческих усилий Тревора Зары и немалое число его произведений разных жанров отмечено мальтийской общественностью. Так, в 2016 году в журнале «ENCORE» («Бис!») о нём было сказано следующее:
Мальтийская литература имеет имя, которое является синонимом мальтийской книги, и буквально все знают о нём, и в каждом доме есть хотя бы одна из его книг: это имя — Тревор Зара.

#### Детская литература
В числе книг поэзии и прозы для детей и подростков, включая книги иллюстраций для самых маленьких, приведем следующие, отмеченные призами:
| Название книги (мальтийский / русский)                                                                                | Приз национальной литературной премии                                  | Год  |
| --- | ---------------------------------------------------------------------- | ---- |
| Ħolm tal-Milied Рождественские сны (рассказы)                                                                         | Бронзовая медаль литературной премии                                   | 1989 |
| Is-Seba’ Tronġiet Mewwija Семь сочных грейпфрутов (фантастика)                                                        | Золотая медаль литературной премии                                     | 1995 |
| Taħt Sema Kwiekeb Под звёздным небом (народные сказки)                                                                | Премия за лучшую национальную книгу                                    | 1998 |
| X’Tixtiequ Jagħmel il-Fenek? Что ты хочешь, чтобы сделал кролик? (книга-игра)                                         | Первая премия в номинации «За книгу детской художественной литературы» | 2002 |
| Din l-Art u Kull ma Fiha Земля, и всё на ней (книга иллюстраций для самых маленьких)                                  | Премия в номинации «Лучший иллюстратор книги»                          | 2002 |
| Sfidi Вызовы (роман для подростков)                                                                                   | Победитель в номинации «Книга для подростков»                          | 2005 |
| Kieku Kieku Если «если» (книга иллюстраций для самых маленьких)                                                       | Вторая премия                                                          | 2005 |
| Sħab Облака (роман для подростков)                                                                                    | Первая премия в номинации «Художественная литература для подростков»   | 2006 |
| Paroli Слова (стихи для детей)                                                                                        | Первая премия в номинации «Детская поэзия»                             | 2010 |
| Ħadd ma Jista' Jidħak jew jiekol pastizzi tal-piżelli Никто не может смеяться или есть гороховые пироги (юмор)        | Первая премия                                                          | 2010 |
| Ħadd Ma Jista’ Jkanta jew idoqq strumenti tal-banda Никто не может петь или играть на музыкальных инструментах (юмор) | Первая премия                                                          | 2011 |
| Tqasqis Вырезалки (стихи для детей)                                                                                   | Награда в номинации «За лучшее иллюстрирование книги»                  | 2014 |

#### Произведения для взрослых
Призами отмечены и творческие работы писателя, предназначенные для взрослой аудитории. В том числе:
| Название книги (мальтийский / русский)                                            | Приз национальной литературной премии                            | Год  |
| --------------------------------------------------------------------------------- | ---------------------------------------------------------------- | ---- |
| Taħt il-Weraq tal-Palm Под листьями пальмы (роман)                                | Первая премия конкурса Клуба книги Мальты                        | 1975 |
| Lubien Ладан (новеллы)                                                            | Серебряная медаль литературной премии                            | 1997 |
| Provenz Дождливая погода (новеллы)                                                | Первая премия в номинации художественной литературы для взрослых | 2001 |
| Sepja Сепия (новеллы)                                                             | Вторая премия в номинации художественной литературы для взрослых | 2007 |
| Il-Ħajja Sigrieta tan-Nanna Ġenoveffa Тайная жизнь бабушки Женовеффы (роман)      | Вторая премия                                                    | 2008 |
| Il-Ġenn li Jżommni f’Sikti Безумие, которое держит меня в здравии (автобиография) | Вторая премия                                                    | 2008 |
| Penumbra Полутень (новеллы)                                                       | Первая премия                                                    | 2010 |
| Vespri Вечерня (новеллы)                                                          | Лауреат Национальной книжной премии                              | 2016 |
| 365 365 (рассказы и анекдоты, по одному на каждый день года)                      | Лауреат Национальной книжной премии                              | 2019 |

В своём выступлении на одном из мероприятий, посвященных вручению национальной литературной премии, ученый, литератор, общественный деятель Мальты д-р Оливер Фриджиери (Oliver Friggieri, 1947—2020) так охарактеризовал творчество Тревора Зары:
Тревор Зара всегда на высоте: с письмом, которое является стилистически сильным, мощным и вдумчивым с точки зрения повествовательной техники; уверенным и смелым с точки зрения концепции … 

### Зарубежные издания, выставки, обмен опытом
Одна из книг Тревора Зары для взрослых, отмеченная национальной литературной премией, — «Тайная жизнь бабушки Женовеффы» («Il-Ħajja Sigrieta tan-Nanna Ġenoveffa») получила известность не только на Мальте, но и в других странах. Она издана на английском, в переводе Розы Мари Каруана (Rose Marie Caruana); французском, в переводе Ролана Виара (Roland Viard); норвежском, в переводе Кристины Квинтано (Kristina Quintano).
Книга переведена и на русский язык Я. В. Псайла (Yana Psaila). В 2016 году «Тайная жизнь бабушки Женовеффы» выпущена в свет издательством «Художественная литература». В этом же издательстве в 2018 вышла вторая книга Тревора Зары из числа детских книг-призёров национальной литературной премии Мальты — «Вызовы» («Sfidi»), также в переводе Я. В. Псайла.
Ещё один из аспектов творчества Тревора Зары — практика художественного оформления своих изданий — привлекает внимание сообщества учителей и детских писателей за рубежом Мальты. Он представлял ряд своих иллюстраций на международных выставках, делился опытом с коллегами в Финляндии и Австрии по медиа и выпуску учебников, в Германии вёл семинары по творческому письму для детей.

### Награды
- Медаль «За заслуги перед республикой» в знак признания его вклада в развитие детской литературы Республики Мальта (2004)[15].
- Золотая медаль Мальтийского общества искусств в знак признания его вклада в литературу Мальты (2013)[16]
- Золотая медаль Академии мальтийского языка (2018)[17].
- Премия Национального совета книги Мальты за выдающийся пожизненный вклад в литературу (2020)[18].